# Pasjeswetgeving
De pasjeswetgeving was een stelsel van wetgeving in Zuid-Afrika dat tot doel had de segregatie van de verschillende bevolkingsgroepen in Zuid-Afrika te faciliteren. De facto waren de wetten bedoeld om de bewegingsvrijheid van het niet-blanke deel der bevolking te beperken. De pasjeswetgeving was een van de meest dominante vormen van het apartheidssysteem. De zwarte bevolking en kleurlingen werden geacht deze pasjes altijd op zich te hebben en moesten deze als zij zich buiten de hen aangewezen gebieden bevonden op verzoek aan iedere blanke laten zien. Het niet laten zien van een pasje leidde vaak tot arrestatie. Iedere blanke, zelfs kinderen, kon een zwarte Zuid-Afrikaan om zijn of haar pas vragen.

## Geschiedenis
De eerste pasjeswetten in Zuid-Afrika werden door de Engelsen ingevoerd; op 27 juni 1797 stelde de Britse gouverneur van de Kaapkolonie George Macartney een pasjeswetgeving in teneinde alle niet-Europeanen buiten het gebied van de kolonie te houden. In de latere Republiek van Zuid-Afrika werd in 1923 de Naturellen (Stadsgebieden) Wet ingevoerd, die tot doel had om iedereen die zich buiten de hun toegewezen thuislanden begaf te verplichten een dom pas bij zich te dragen, een document dat aangaf dat zij het recht hadden om zich in het 'blanke' deel van Zuid-Afrika te begeven. De wetgeving was ook van toepassing op andere bevolkingsgroepen: zo liet bijvoorbeeld de Oranje Vrijstaat geen mensen van Indiase origine toe. Het verscherpen van de pasjeswetgeving leidde vanaf het midden van de jaren 1950 in toenemende mate tot rellen, culminerend in het Bloedbad van Sharpeville op 21 maart 1960.
Het systeem werd op 23 juli 1986 afgeschaft.